# شهرستان بوانات
شهرستان بوانات یکی از شهرستان‌های استان فارس ایران است. مرکز این شهرستان، شهر بوانات است.
تنوع زیست بوم بوانات گسترده و شامل مناطق حفاظت شده دره باغ و... 
در بوانات و در منطقه مزایجان درخت‌هایی وجود دارد که عمر آنها به صدها و هزاران سال می‌رسد. 
بوانات از لحاظ تنوع جانوری غنی و جانورانی مثل گراز، کفتار، روباه، گرگ و در مواردی خرس و یوزپلنگ مشاهده شده است.

## تقسیمات کشوری
| بخش     | مرکز بخش | جمعیت بخش ۱۳۹۵ | نام دهستان | مرکز دهستان | جمعیت دهستان ۱۳۹۵ | شهر     | جمعیت شهر ۱۳۹۵ |
| ------- | -------- | -------------- | ---------- | ----------- | ----------------- | ------- | -------------- |
| مرکزی   | بوانات   | ۱۶،۶۹۸ نفر     | باغستان    | جشنیان      | ۴،۴۱۰ نفر         | بوانات  | ۹،۸۷۷ نفر      |
| مرکزی   | بوانات   | ۱۶،۶۹۸ نفر     | سیمکان     | سیمکان      | ۲،۵۱۲ نفر         | بوانات  | ۹،۸۷۷ نفر      |
| مزایجان | مزایجان  | ۱۰،۵۹۱ نفر     | سروستان    | سروستان     | ۴،۰۳۵نفر          | مزایجان | ۳،۵۶۷ نفر      |
| مزایجان | مزایجان  | ۱۰،۵۹۱ نفر     | مزایجان    | مزایجان     | ۲،۹۸۵ نفر         | مزایجان | ۳،۵۶۷ نفر      |

تاریخچه تقسیمات کشوری:
۱)در سال ۱۳۱۶ بوانات دارای بخشداری شد و از همان هنگام سوریان مرکز بخش بوانات بود.
۲)در سال ۱۳۴۳ سوریان دارای شهرداری شد.
۳)در سال ۱۳۷۴ بخش بوانات از شهرستان آباده از آن شهرستان جدا شد. و در سال ۱۳۸۰ نام شهر سوریان مرکز شهرستان بوانات به بوانات تغییر یافت.
۴) در سال ۱۳۹۸ بخش سرچهان با عنوان شهرستان سرچهان از بوانات جدا شد

## موقعیت جغرافیایی
شهرستان بوانات در شمال شرقی استان فارس و در فاصله ۲۴۰ کیلومتری شهر شیراز قرار دارد که مساحت آن ۲۴۹۹ کیلومترمربع می‌باشد. از شمال به استان یزد و از جنوب به شهرستان سرچهان از غرب به شهرستان خرم بید و از سمت شرق به شهرستان  مروست  از استان یزد منتهی می‌گردد.

## ریشه نام بوانات
در مورد بوانات دو وجه نام گذاری وجود دارد. یکی بون به معنی بهره‌است که بعدها با ات تازی جمع شده‌است و دیگری به معنی بوان (بهشت) است که به مکان سر سبز دلالت دارد.

## جمعیت
جمعیت شهرستان ۵۰٫۴۱۸* نفر است که در قالب ۱۵٫۸۷۴ خانوار می‌باشد. (آمار مربوط به هر دو شهرستان بوانات و سرچهان می‌باشد)
زبان اکثریت مردم شهرستان بوانات فارسی است. هم چنین زبان بومی عشایر بوانات هم در بین خودشان رایج است.

## جاهای دیدنی
- امامزاده شاه میرحمزه
- دشت کهکویه مزایجان
- جنگل مزایجان
- امامزاده بی بی  مزایجان
- دشت شیر مزایجان
- امامزاده شاهزاده علی اکبر جیان
- رودخانه  مزایجان
- کوه سرسپید
- چهل چشمه
- قنات نیم افراز
- امامزاده شاهزاده ابوالقاسم
- آبشار روستای منج
- غار و کوه دیدنی کان گوهر به طول ۴۰۰ متر
- تفرجگاه چشمه پیرکدو مزایجان
- تفریح‌گاه محمد حنفیه
- کاروانسرای برده شیراز
- حفره‌های سبز جعفریه (سبزه چیر)
- دشت پیرمراد
- آبشارهای فصلی دربیده و قالبیچه